# Паоло Мацца (стадіон)
Стадіон Паоло Мацца (італ. Stadio Paolo Mazza) — головна футбольна арена італійського міста Феррара і однойменної провінції.
Відкритий в 1928 році і з цього моменту безперервно є домашнім стадіоном клубу СПАЛ.
Історично це п'ята найстаріша футбольна арена в Італії, що діє до нашого часу.

## Історія

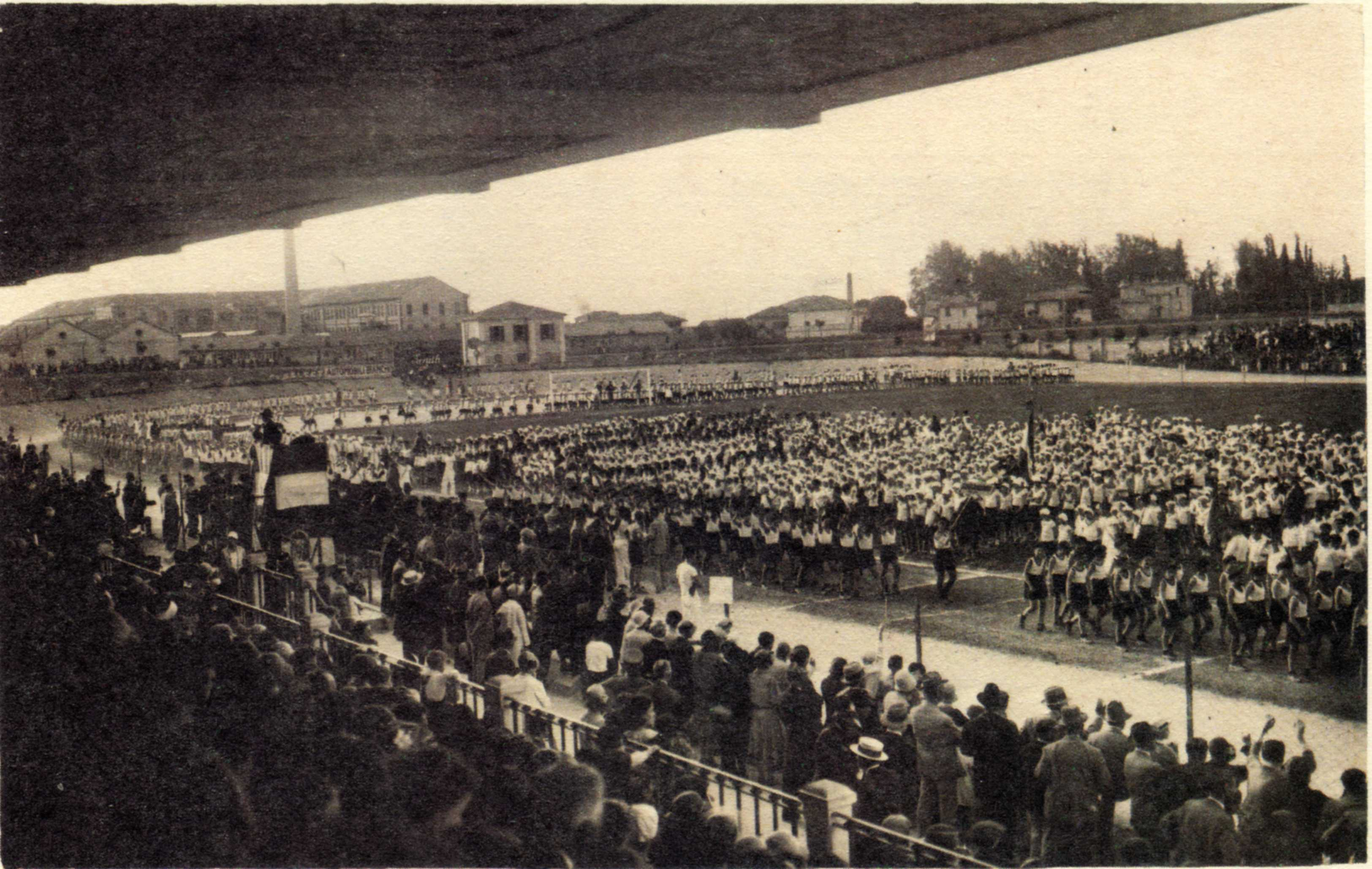
Стадіо Літторіо у день відкриття.

Розташований у районі Джардіно, на західній околиці Феррари, і був побудований в безпосередній близькості від місця, де знаходилось поле Пьяцца д'Армі, колишній стадіон СПАЛа, побудований в 1919 році.
Стадіон побудований за проєктом інженера Карло Савонуцці в рамках реконструкції міста, відомої як Addizione Novecentista і був відкритий 20 вересня 1928 року товариським матчем між СПАЛом і «Моденою». Початково стадіон мав 4 000 місць і одну криту трибуну Також на стадіоні була бігова доріжка і велодром.
Після Другої світової війни, коли команда СПАЛ вийшла до Серії А, стадіон був значно реконструйований: був демонтований велодром і місткість арени були збільшена до 25 000 місць. Стадіон після реконструкції був відкритий 23 вересня 1951 року матчем СПАЛ-«Торіно».
У наступні десятиліття стадіон неодноразово перебудовувався і модернізовувався, зменшивши місткість до 22 000 місць.
14 лютого 1982 року, через півтора місяця після смерті експрезидента СПАЛ Паоло Мацци, муніципальна адміністрація Феррари вирішила назвати стадіон (дотепер відомий лише як Муніципальний) на його честь; перейменування було зроблено офіційно в день матчу СПАЛ-«Лаціо».

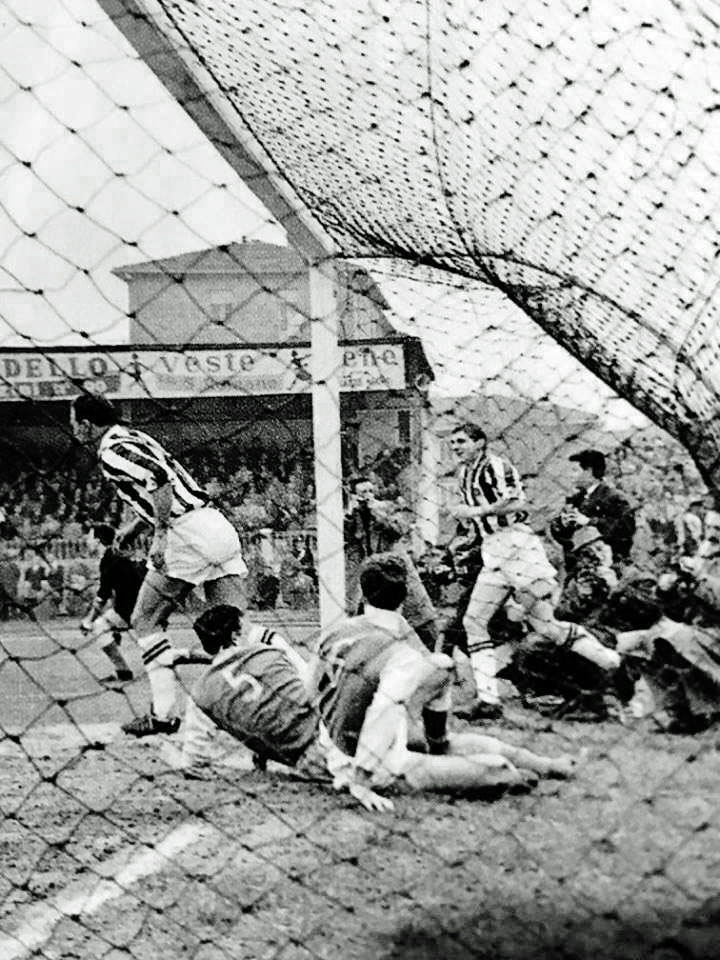
Міський стадіон у 1960 році.

В 2005 році східна трибуна була розібрана, це був сектор, традиційно зарезервований для вболівальників гостей. Крім того, щоб дотримуватись сучасним нормам безпеки і обмежити експлуатаційні витрати, загальна місткість стадіону була зменшена до 7 499 місць.
Влітку 2016 року, після виходу СПАЛа до Серії B, стадіон знову було реконструйовано, в тому числі встановлено турнікети на входах, будівництво нових лавок і відкриття нового коридору, що з'єднує роздягальні і поле. Потужність трибун збільшилася з 7 499 до 8 500 місць, відповідно до вимог ліги.
Втім після подальшого виходу клубу в Серію А у наступному році (вперше після 49 років відсутності), стало необхідно проводити більш глобальне переобладнання стадіону, в результаті чого місткість була збільшена до понад 16 тисяч глядачів

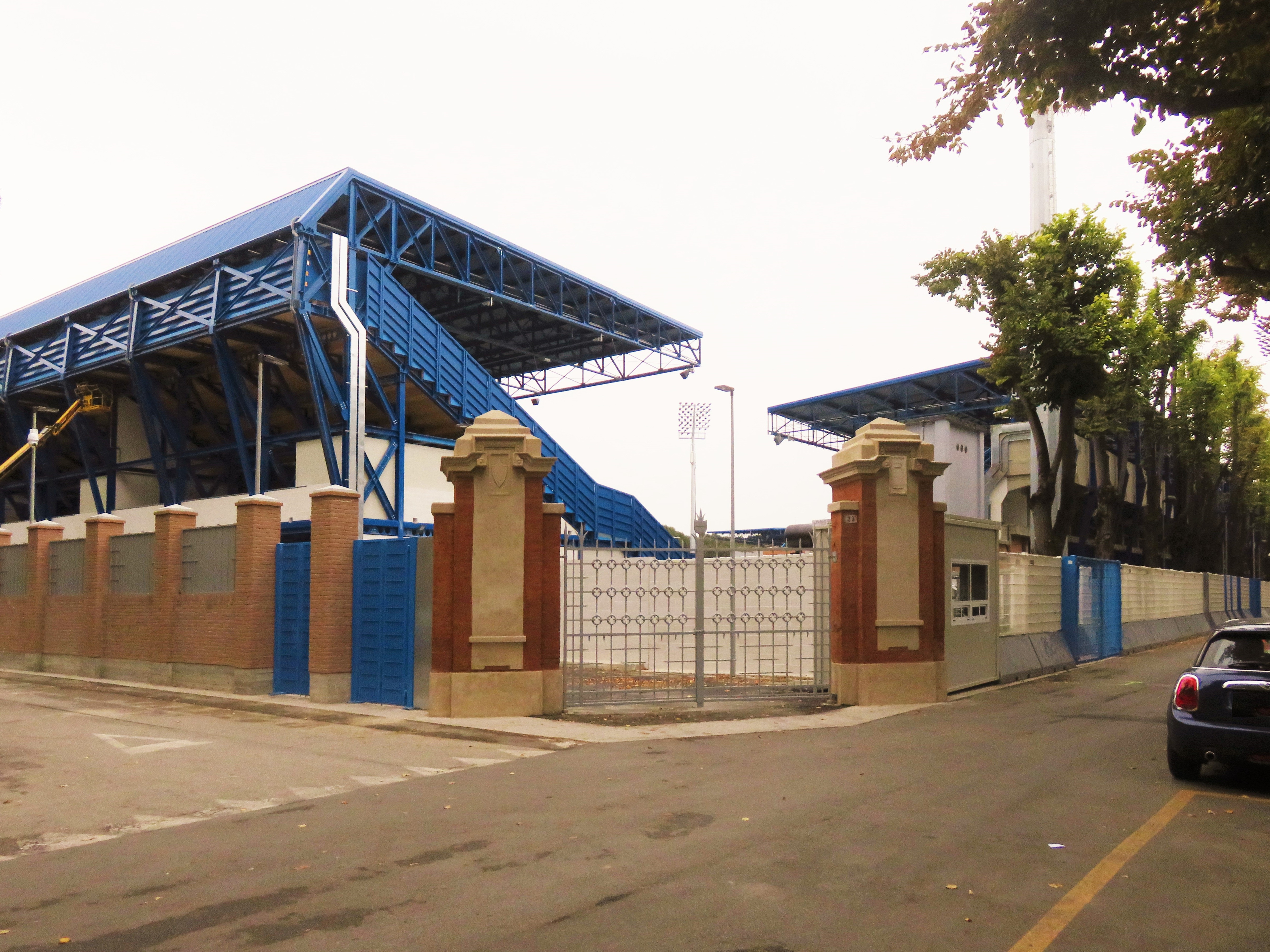
Вхід на стадіон з північно-східної сторони в жовтні 2018 року.

## Структурні дані
Зі структурної точки зору «Паоло Мацца» є стадіоном у англійському стилі, призначений лише для проведення футбольних матчів: трибуни знаходяться всього в декількох метрах від поля. Після реконструкції, проведеної влітку 2018 року, місткість арени складає 16 134 місць, пронумерованих і обладнаних індивідуальним місцем, розділеними на чотири автономні сектори:
- Південна трибуна: головний сектор з точки зору послуг, в якому розміщені технічні приміщення стадіону. Вона включає 76 місць для журналістів та радіооператорів. Загалом її місткість 3928 місць.
- Північна трибуна здатна вмістити 3740 глядачів, на конструкції даху розміщений великий екран.
- Західна трибуна: місткість 4250 місць. Названа на честь Джузеппе Кампіоне, футболіста СПАЛа, який загинув у 1994 році після автомобільної аварії. На трибуні зазвичай розміщується фан-сектор команди.
- Східна трибуна: вміщує 4216 глядачів і частково зарезервована для вболівальників гостей, які мають 1490 місць, а решта 2726 залишаються місцевим вболівальниками.

## Галерея

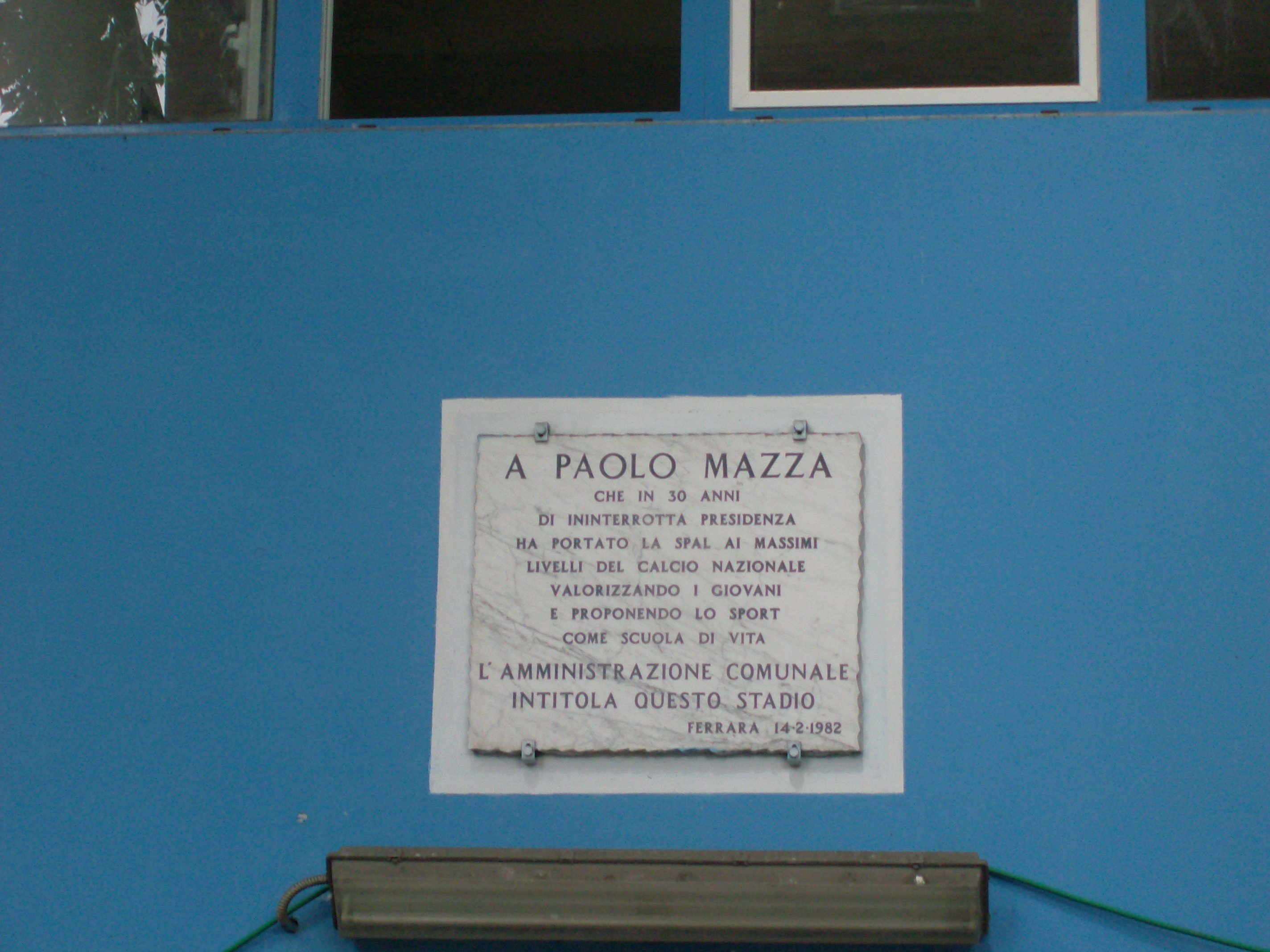
Пам'ятна дошка на честь Паоло Мацци
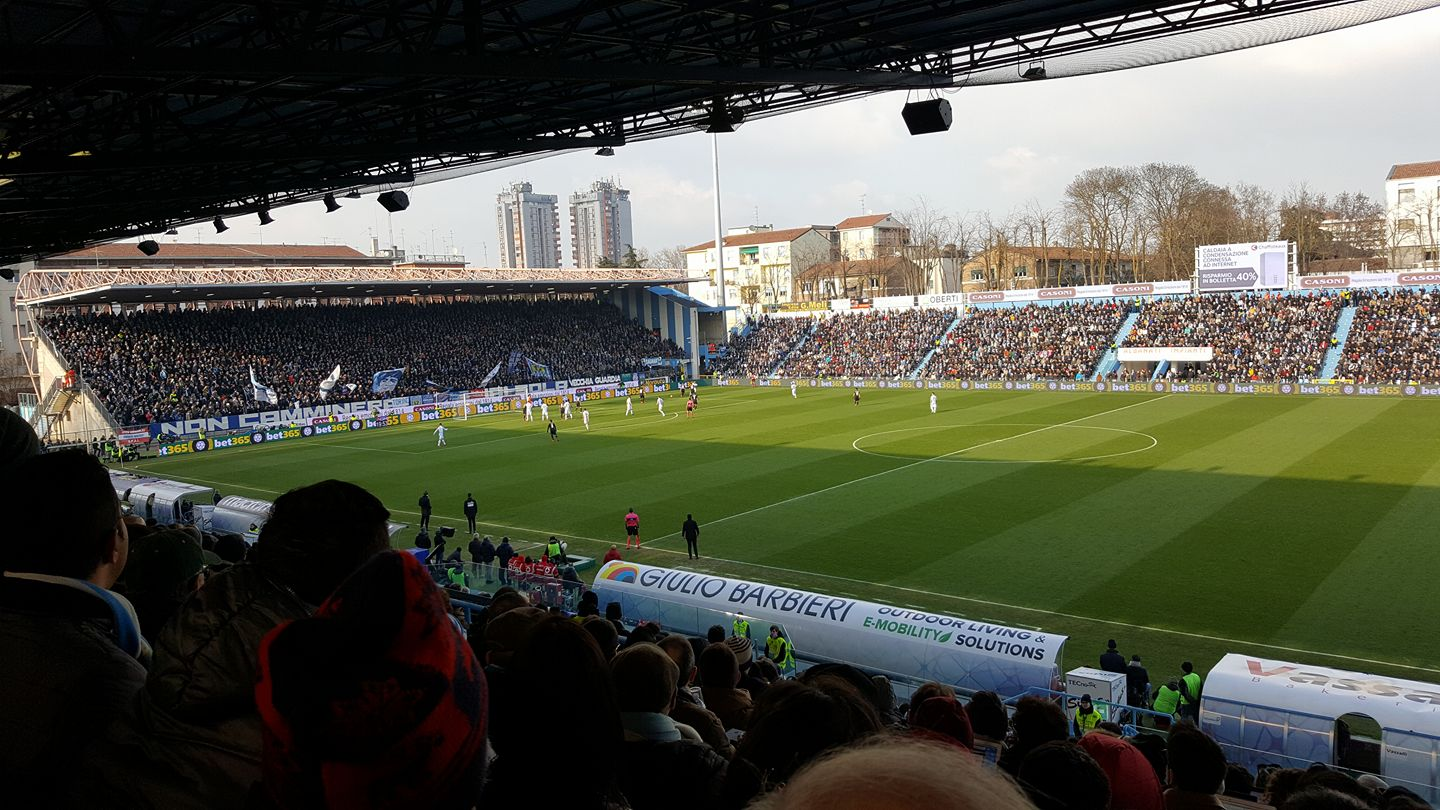
Стадіон під час матчу в лютому 2018 року.
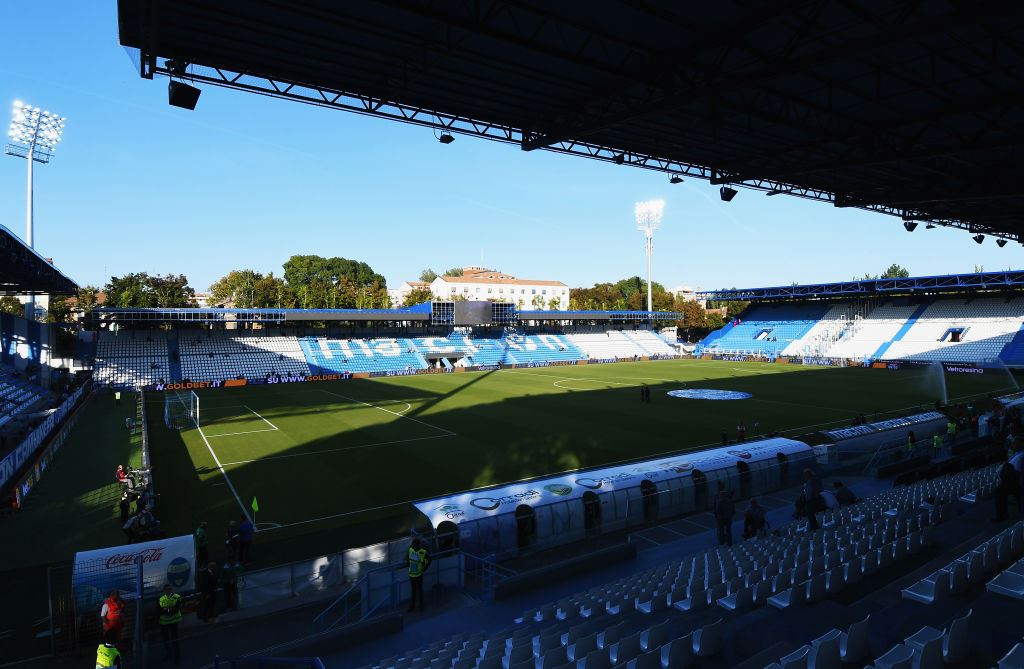
Вид на трибуни з південної сторони.
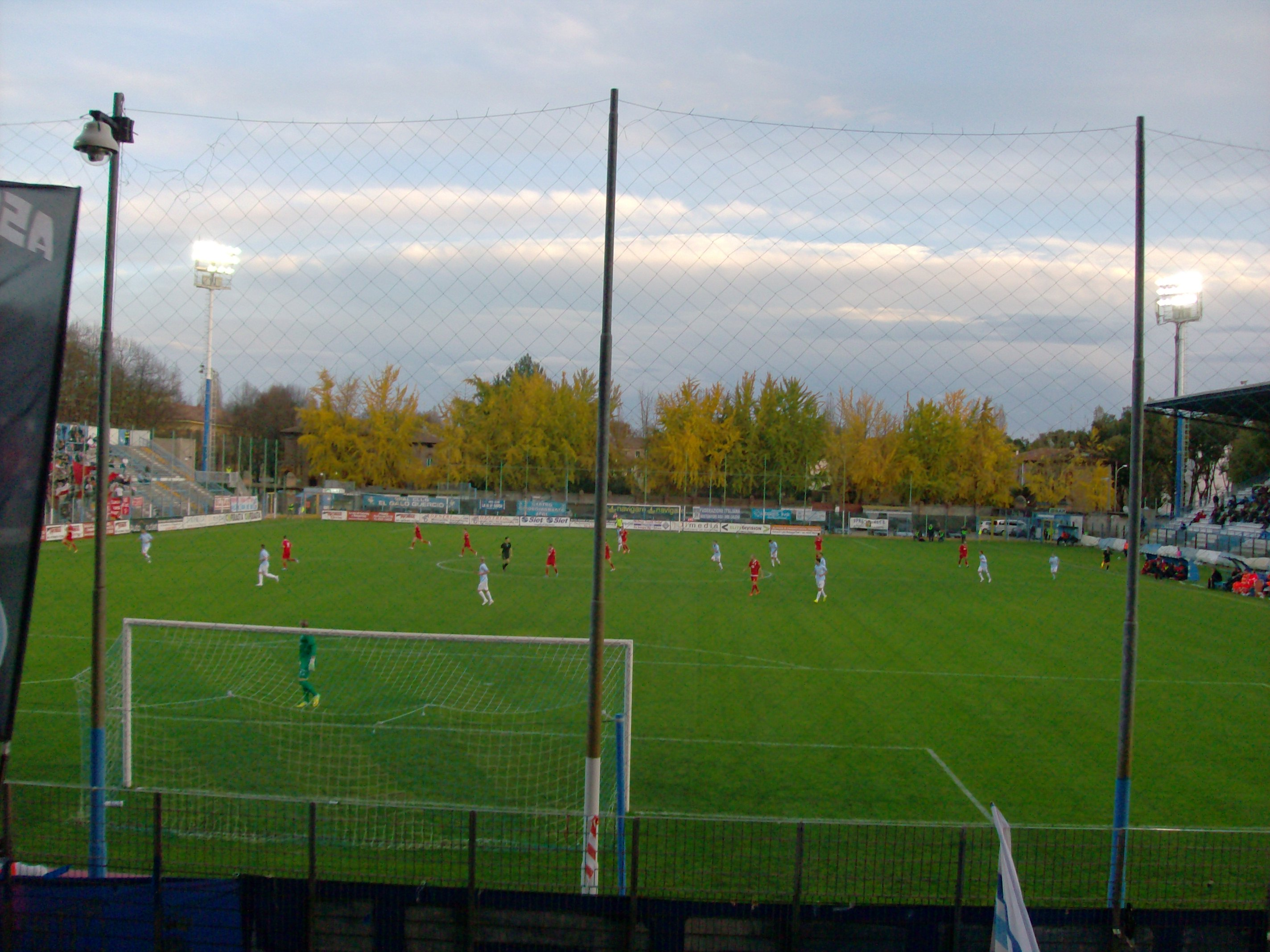
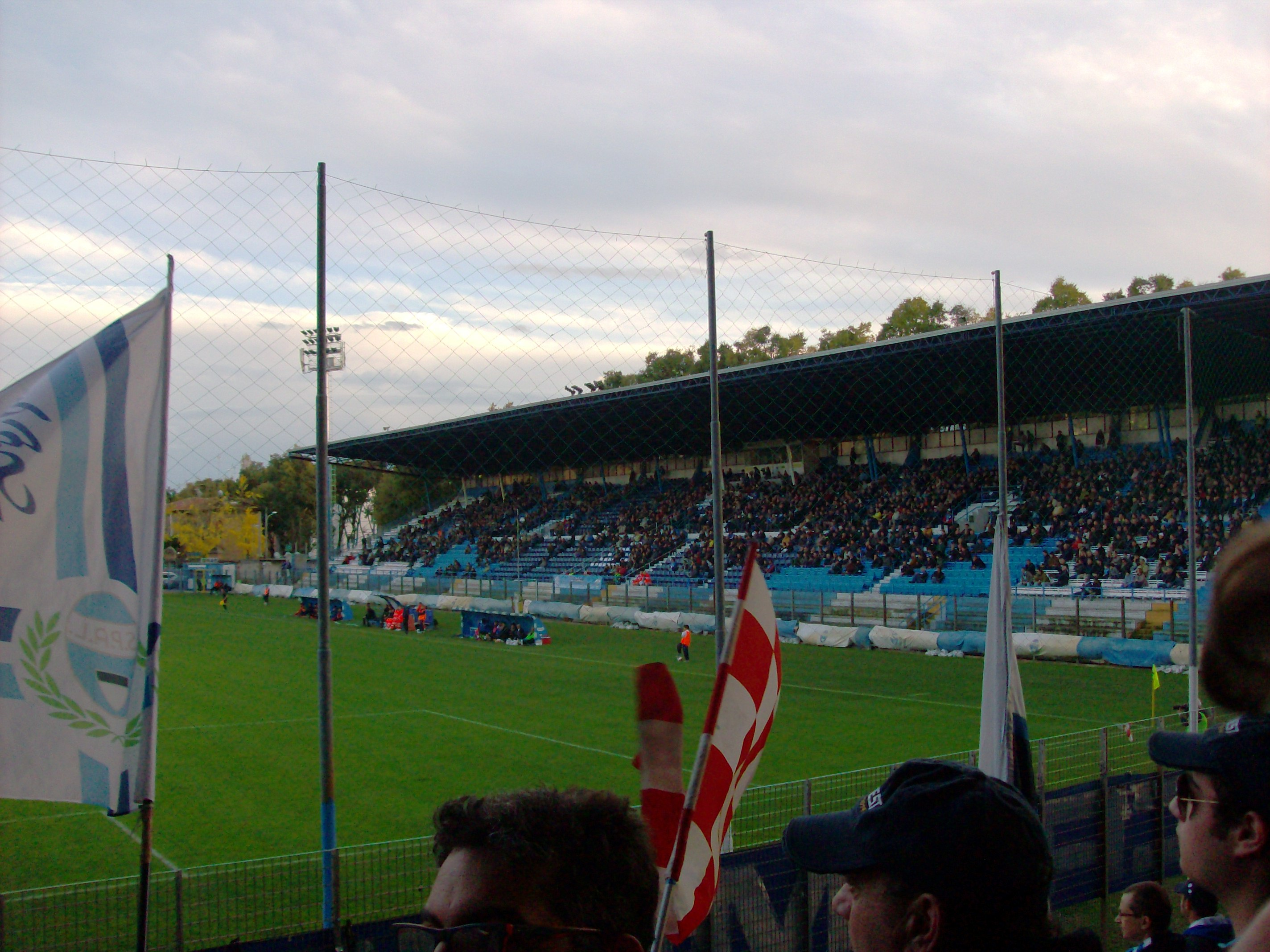